# Alpii Albula
Alpii Albula fac parte din masivul Alpii Retici, grupa Alpilor Orientali din Elveția. Piscul cel mai înalt al masivului este Piz Kesch (3.418 m). Printre trecătorile din această regiune se numără Pasul Julier și Pasul Albula.

## Vârfuri mai importante
| Vârf       | Altitudine (metri)         |
| Piz Kesch  | altitudinea de 3418 m n.m. |
| Piz d'Err  | altitudinea de 3378 m n.m. |
| Piz Vadret | altitudinea de 3229 m n.m. |
| Piz Nair   | altitudinea de 3057 m n.m. |